# Трибофатика

Основные эффекты в трибофатике: ПЭ — прямой эффект; ОЭ — обратный эффект; Λ_{σ\τ} — эффект Λ-взаимодействий (условно показаны стрелками) повреждений, обусловленных напряжениями (σ, τ_{w}) разных типов (шестигранник — логос трибофатики)

Трибофатика (от греч. tribo — «трение» и фр. fatigue — «усталость») — раздел механики, в котором изучают износоусталостные повреждения (ИУП) и разрушение трибофатических систем. Трибофатика создана на стыке трибологии и механики усталостного повреждения и разрушения материалов и элементов конструкций. 
Основоположником трибофатики является доктор технических наук, профессор Леонид Сосновский.

## Объекты для изучения
Трибофатической называют всякую механическую систему, в которой реализуется процесс трения в любых его проявлениях (при качении, скольжении, проскальзывании, ударе, эрозии и др.) и которая одновременно воспринимает и транзитно передает объемную повторно-переменную (в частности циклическую) нагрузку. Как правило, это изделия ответственного назначения. Так, в системе колесо/рельс обнаруживается трение при качении, скольжении, проскальзывании, а один из её элементов — рельс дополнительно подвергается изгибу, растяжению-сжатию, кручению. Поэтому её работоспособность определяется комплексным ИУП — контактно-механической усталостью. В системе коленчатый вал/шатунная головка реализуется трение скольжения, а шейка вала одновременно подвергается изгибу с кручением. Следовательно, её работоспособность определяется комплексным ИУП — фрикционно-механической усталостью. В многообразных соединениях типа вал/втулка имеет место трение при проскальзывании (фреттинг), а вал дополнительно подвергается изгибу с вращением. И её работоспособность определяется комплексным ИУП — фреттинг-усталостью. Если изучать систему труба/поток жидкости (нефти), то в ней реализуется гидродинамическое трение, а труба одновременно нагружена повторно-переменным внутренним давлением. Поэтому её работоспособность определяется комплексным ИУП — коррозионно-механической (или коррозионно-эрозионной) усталостью. Аналогично для труб первого контура АЭС характерна радиационно-механическая усталость.

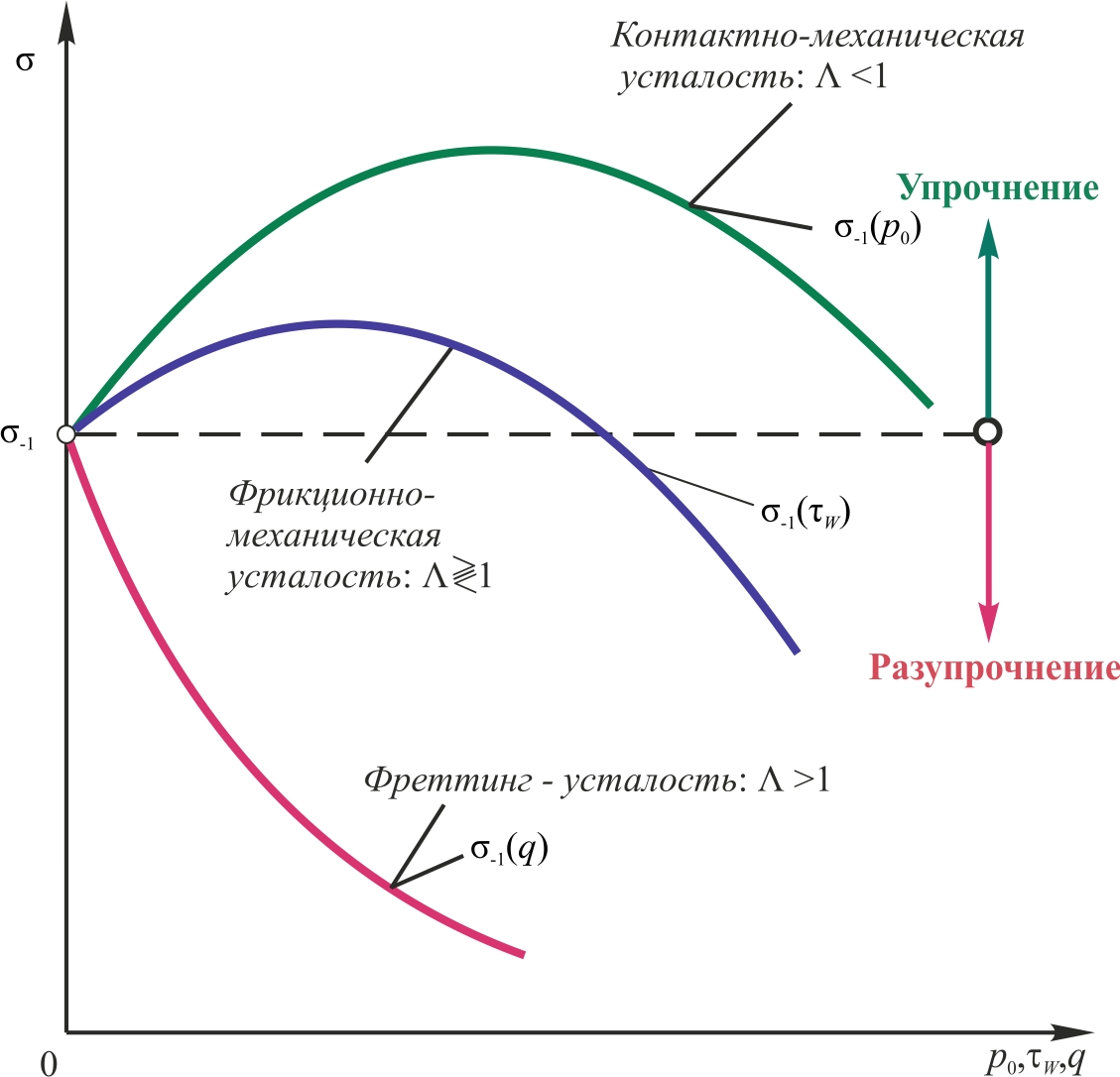
Схема, поясняющая основные особенности Λ-взаимодействий при прямом эффекте (p_{0} — наибольшее напряжение на контактной площадке при качении; τ_{w} — фрикционное напряжение при скольжении; q — контактное давление в зоне фреттинга)

Таким образом, по существу, трибофатическая система — это любая пара трения, хотя бы один из элементов которой дополнительно и одновременно нагружен объемной (внеконтактной) нагрузкой. Практически в каждой современной машине (автомобиле, самолёте, станке и др.) найдется хотя бы одна трибофатическая система, которая, как правило, является тяжелонагруженной, и она в существенной степени определяет эксплуатационную надежность изделия. Отсюда следует, что большая технико-экономическая значимость для современной техники проблем трения и изнашивания (изучаемых в трибологии), с одной стороны, и проблем усталостного повреждения и разрушения (изучаемых в механике усталости материалов), с другой стороны, многократно возрастает, когда частные повреждающие явления (усталость, трение и износ) реализуются одновременно и совместно в виде комплексных ИУП (изучаемых в трибофатике).

## Основное содержание
Прямой эффект: влияние процессов и условий трения и изнашивания на изменение характеристик сопротивления усталости трибофатической системы и/или её элементов. Экспериментально установлено, что трение и износ могут как резко снижать (в 3-7 и более раз), так и существенно (на 30-40 %) повышать предел выносливости σ−1 элементов конструкций.
Обратный эффект: влияние повторно-переменных напряжений на изменение характеристик трения и изнашивания трибофатической системы и/или её элементов. Экспериментально установлено, что циклические напряжения от объемной нагрузки, возбуждаемые в зоне контакта, способны в зависимости от условий либо снизить, либо повысить износостойкость пары трения (на 10-60 % и более).
Эффект Λ-взаимодействий повреждений (функция Λσ\τ) обусловлен нормальными напряжениями (индекс σ) от внеконтактных объемных нагрузок (усталость) и фрикционными напряжениями (индекс τw) (трение и износ). Согласно этому эффекту, повреждения от различных (контактных и объемных) нагрузок не суммируются, а диалектически взаимодействуют.
| Дисциплина  | Объект для изучения           | Основные методы исследования | Основные методы исследования                         | Основные задачи |
| Дисциплина  | Объект для изучения           | экспериментальные            | теоретические                                        | Основные задачи |
| Трибофатика | Трибофатическая система       | Износоусталостные испытания  | Механика износоусталостного повреждения и разрушения | Оптимальное управление процессами комплексного ИУП трибофатических систем с целью снижения затрат труда, средств и материалов в сферах их производства и эксплуатации |
| Трибология  | Пара трения                   | Испытания на трение          | Механика контактного взаимодействия                  | Борьба с износом (вплоть до безызносного трения) и предотвращение заедания пары трения                                                                                |
| Усталость   | Элемент конструкции (образец) | Испытания на усталость       | Механика деформируемого твердого тела                | Снижение скорости накопления повреждений и предотвращение усталостных поломок элементов конструкций                                                                   |

## Расчет трибофатических систем
В трибофатике	сформулированы принципы и разработаны методы расчета трибофатических систем на прочность, износостойкость, надежность, долговечность с учётом риска (безопасности) эксплуатации. 

Методы расчета и проектирования трибофатических систем

Система проектирования по критериям трибофатики (TF) позволяет ставить и решать задачи:
- определение необходимого диаметра вала с учетом прямого эффекта,
- определение необходимой площади контакта элементов системы с учетом обратного эффекта,
- выбор материалов для обоих элементов системы,
- установление требований к значению коэффициента трения,
- расчет долговечности системы и ее элементов,
- оценка надежности системы в заданных условиях эксплуатации,
- расчет факторов риска и показателей безопасной работы системы.

На рисунке представлен сравнительный анализ методов расчета силовых систем по критериям трибофатики (параметры с индексом TF), по критериям механической усталости (параметры с индексом F), а также по трибологическому параметру – коэффициенту трения. На всех графиках горизонтальный пунктир означает, что при расчетах по отдельным критериям либо механической усталости, либо трибологии искомые параметры принимаются как единичные. Криволинейные пунктиры описывают прямой либо обратный эффекты при условии, что функция взаимодействия повреждений Λσ/τ=1. Остальные (сплошные) линии характеризуют указанные эффекты с учетом различных условий взаимодействия повреждений: при Λσ/τ>1 преимущественно реализуются процессы разупрочнения, при Λσ/τ<1 преимущественно реализуются процессы упрочнения.
Например, при определении требуемого поперечного сечения вала его диаметр dF, принятый по известной методике расчета на механическую усталость, будем считать равным единице: dF=1. 
Если вал является элементом силовой системы, то учет влияния процессов трения и изнашивания, обобщенно характеризуемых относительной величиной фрикционных напряжений τW2/τf2, приводит к тому, что для обеспечения его прочностной надежности значение dTF может быть либо существенно меньше (например, 0,9dF), либо существенно больше (например, 1,3dF) величины dF; это зависит от соотношения реализуемых процессов упрочнения-разупрочнения (Λσ/τ>1 либо Λσ/τ<1).
Анализ других графиков приводит к аналогичным заключениям при выборе требуемых площади контакта, свойств материала, коэффициента трения.
Это значит, что в трибофатике уходят от традиционного расчета отдельных деталей и переходят к расчету и конструированию механических систем.

## Испытательные машины

Испытательная машина СИ-03Мо

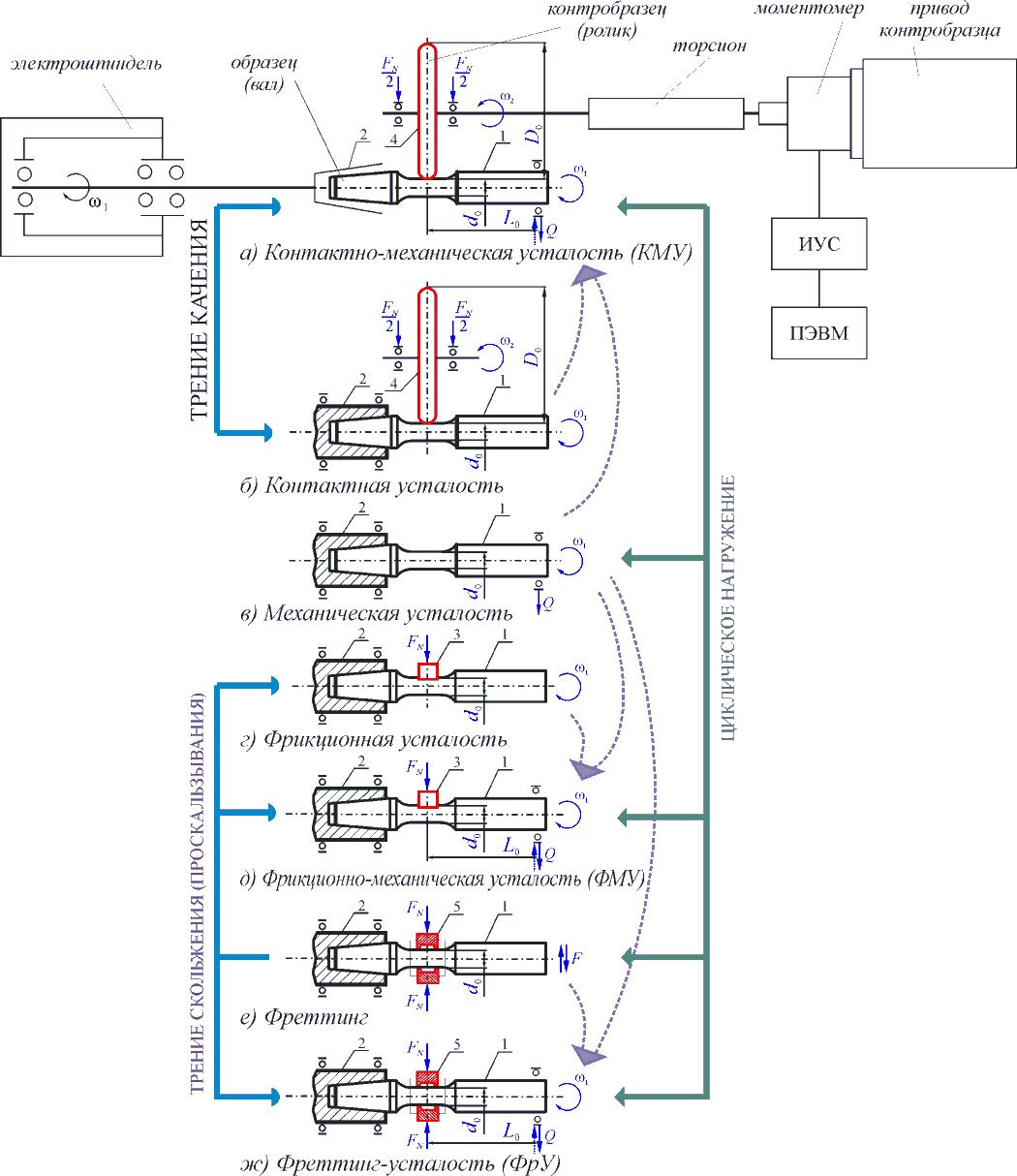
Схема машины и формирование методов износоусталостных испытаний (ИУС — информационно-управляющая система)

В рамках трибофатики разработаны и стандартизованы методы износоусталостных испытаний. С использованием разработанных методов и на базе ряда изобретений создан новый класс испытательного оборудования — машины серии СИ/SZ для износоусталостных испытаний материалов, моделей пар трения и трибофатических систем. Главной особенностью таких машин является использование унифицированных типоразмеров объектов испытаний. Это обеспечивает корректное сравнение результатов испытаний, проведенных в различных условиях.
Технические характеристики машин серии СИ/SZ регламентируются требованиями межгосударственного стандарта ГОСТ 30755-2001 «Трибофатика. Машины для износоусталостных испытаний. Общие технические требования». Основные методы испытаний стандартизованы.

## Трибофатика для производства
Выполнен ряд комплексных проектов в интересах производства. Среди них: 
- Hi-Tech: литые ножи для режуще-измельчающего аппарата  высокопроизводительных кормоуборочных комбайнов[12][13][14][15][16];
- Эксплуатационная надежность линейной части нефтепровода[17][18][19][20][21][22][23][24][25][26][27][28][29];
- Hi-Tech: литые чугунные рельсы[30][31][32][33][34][12][35][36][37][38];
- Крупногабаритные зубчатые колеса[39][40][41][33][12][42][43].